# Campephaga quiscalina
Campephaga quiscalina е вид птица от семейство Campephagidae.

## Разпространение
Видът е разпространен в Ангола, Бенин, Камерун, Централноафриканската република, Демократична република Конго, Република Конго, Кот д'Ивоар, Екваториална Гвинея, Габон, Гана, Гвинея, Кения, Либерия, Мали, Нигерия, Сиера Леоне, Южен Судан, Судан, Танзания, Того, Уганда и Замбия.